# Agostinho da Silva
George Agostinho Baptista da Silva (Oporto, 13 de febrero de 1906 — Lisboa, 3 de abril de 1994), fue un filósofo, poeta y ensayista portugués. Su pensamiento combina elementos de panteísmo, milenarismo y ética de la renuncia, afirmando la libertad como la más importante cualidad del hombre. Agostinho da Silva puede ser considerado un filósofo práctico y empeñado, a través de su vida y obra, en el cambio de la sociedad.

## Biografía
George Agostinho Baptista da Silva nació en Oporto em 1906, mudándose a Barca D'Alva (Figueira de Castelo Rodrigo), donde vivió hasta los 6 años. De 1924 a 1928, curso Filología Clásica en la Facultad de Letras de la Universidad de Oporto. Después de acabar la licenciatura, comienza a escribir para la revista Seara Nova, una colaboración que mantiene hasta 1938.
En 1931 parte como becario hacia París, donde estudia en la Sorbona y en el Collège de France. Después de su regreso en 1933, da clases en la enseñanza secundaria en Aveiro hasta el año 1935, cuando se le obliga a dimitir de la enseñanza oficial por negarse a firmar la Ley Cabral, que obligaba a todos los funcionarios públicos a declarar por escrito que no participaban en organizaciones secretas (y, como tales, subversivas). 
Crea el Núcleo Pedagógico Antero de Quental en 1939, y en 1940 publica Iniciación: cuadernos de información cultural. Es detenido por la policía política en 1943, y al año siguiente abandona el país.
Vivió en Brasil de 1947 a 1969, exiliado por su oposición al Estado Novo, presidido en esta época por Salazar. En 1948, comienza a trabajar en el Instituto Oswaldo Cruz de Río de Janeiro, estudiando entomología, y enseña simultáneamente en la Facultad Fluminense de Filosofía. Colabora con Jaime Cortesão en la investigación sobre Alexandre de Gusmão. De 1952 a 1954, enseña en la Universidad Federal da Paraíba (en João Pessoa (Paraíba)) y en la de Pernambuco.
En 1954, nuevamente con Jaime Cortesão, ayuda a organizar la Exposición del cuarto Centenario de la Ciudad de São Paulo. Es uno de los fundadores de la Universidad de Santa Catarina, crea el Centro de Estudios Afro-Orientales, y enseña Filosofía del Teatro en la Universidad Federal da Bahia, volviéndose en 1961 asesor para la política externa del presidente Jânio Quadros. Participó en la creación de la Universidad de Brasilia y de su Centro de Estudios Portugueses en el año 1962 y, dos años más tarde, crea la Casa Paulo Dias Adorno en Cachoeira e idealiza el Museo del Atlântico Sul en Salvador.
Regresa a Portugal en 1969, después de enfermar Salazar y su substitución por Marcello Caetano, que dio origen a alguna abertura política y cultural del régimen. Desde ahí continuó a escribir y a enseñar en diversas universidades portuguesas, dirigiendo el Centro de Estudios Latino-Americanos de la Universidad Técnica de Lisboa, y en el papel de consultor del Instituto de Cultura e Língua Portuguesa, (actual Instituto Camões).
En 1990, la RTP1 emitió una serie de trece entrevistas al profesor Agostinho da Silva, denominadas Conversas Vadias.
Falleció en el Hospital de San Francisco Xavier, en Lisboa, en el año de 1994. 
Un documental sobre él, titulado Agostinho da Silva: un pensamiento vivo, fue realizado por João Rodrigues Mattos, y lanzado por Alfândega Filmes, en 2004. Existe una entrevista, hasta el momento no publicada, conducida por António Escudeiro y llamada Agostinho por si próprio, en la que habla sobre su devoción al Espíritu Santo.
Es considerado como uno de los principales intelectuales portugueses del siglo XX. Entre otros libros publicados, consta una biografía de Miguel Ángel, Louis Pasteur y San Francisco de Asís. Su libro más importante será probablemente Siete cartas a un joven filósofo.